# 115 Pułk Piechoty im. Księcia Williama
115 pułk piechoty im. Księcia Williama (ang. 115th Regiment of Foot (Prince William's)) – pułk piechoty brytyjskiej sformowany w maju 1794, rozformowany już rok później – w 1795.
Jego patronem i pułkownikiem był książę William Frederick, książę (duke) Gloucester i Edynburga, prawnuk króla Jerzego II Hanowerskiego.